# Wszystkie stewardesy idą do nieba
Wszystkie stewardesy idą do nieba (hiszp. Todas las azafatas van al cielo) – argentyńsko-hiszpański komediodramat z 2002 roku w reżyserii Daniela Burmana.

## Opis fabuły
Teresa jest atrakcyjną i młodą stewardesą. Żyje w świecie mundurów, tacek z gotowymi posiłkami i anonimowych pasażerów. Na dole zostawia to, co ją przeraża: uczucia, mężczyźni, ból i macierzyństwo. Z nikim nie chce się wiązać. Do chwili, gdy w trakcie lotu poznaje Juliana - młodego lekarza, który owdowiał. Mężczyzna leci do miasteczka Ushuaia w Argentynie, gdzie zamierza rozsypać prochy swojej żony...

## Obsada
- Alfredo Casero - Julián
- Ingrid Rubio - Teresa
- Emilio Disi - Kontroler lotu
- Valentina Bassi - Lili
- Verónica Llinás - Pielęgniarka
- Kayne Di Pilato - Camila
- Norma Aleandro - Matka Teresy
- Rodolfo Samsó - Pilot